# Bupleurum subspinosum
Bupleurum subspinosum là một loài thực vật có hoa trong họ Hoa tán. Loài này được Maire & Weiller mô tả khoa học đầu tiên năm 1940.